# Ouaouizeght (kommun)
Ouaouizeght (franska: Ouaouizeght (CR), Ouaouizeght (Commune Rurale), arabiska: اسكسي) är en kommun i Marocko.   Den ligger i provinsen Azilal och regionen Béni Mellal-Khénifra, i den nordöstra delen av landet, 210 km söder om huvudstaden Rabat. Antalet invånare är 5 000.